# Yomogita
Yomogita (jap. 蓬田村 Yomogita-mura) – wieś w Japonii, na północy Honsiu, w prefekturze Aomori i powiecie Higashitsugaru. Ma powierzchnię 80,84 km². W 2020 r. mieszkało w niej 2 540 osób, w 893 gospodarstwach domowych  (w 2010 r. 3 271 osób, w 1 062 gospodarstwach domowych) .

## Geografia
Wieś położona jest w zachodniej części prefektury, na wschodnim brzegu  półwyspu Tsugaru, nad zatoką Mutsu-wan. Zajmuje powierzchnię 80,84 km². 
Przez miejscowość przechodzi linia kolejowa Tsugaru-sen ze stacjami Nakasawa, Seheji, Gōsawa i Yomogita oraz droga krajowa 280.

Yomogita w prefekturze Aomori

## Demografia
Według danych z kwietnia 2014 roku, we wsi mieszkało 3 099 osób, w tym 1 499 mężczyzn i 1 600 kobiet, tworzących 1 162 gospodarstw domowych.
| 1995  | 2000  | 2005  | 2010  | 2015  | 2020  |
| ----- | ----- | ----- | ----- | ----- | ----- |
| 3 786 | 3 480 | 3 405 | 3 271 | 2 896 | 2 540 |